# Bryophaenocladius nudisquama
Bryophaenocladius nudisquama är en tvåvingeart som beskrevs av Caspers och Reiss 1987. Bryophaenocladius nudisquama ingår i släktet Bryophaenocladius och familjen fjädermyggor.
Artens utbredningsområde är Österrike. Inga underarter finns listade i Catalogue of Life.